# Khoan La San
Khoan La San theo cách gọi tại Việt Nam hay Thập Tầng Đại Sơn (giản thể: 十层大山; phồn thể: 十層大山; bính âm: Shícéng Dàshān) theo cách gọi của Trung Quốc là ngọn núi nằm ở ngã ba biên giới giữa Việt Nam (tỉnh Điện Biên), Lào (tỉnh Phongsaly) và Trung Quốc (Phổ Nhĩ, Vân Nam). Mốc số 0 trên đỉnh núi là giao điểm đường biên giới ba nước, là mốc lớn được làm bằng đá hoa cương, có ba mặt, gắn quốc huy của ba nước. Mốc được cắm mốc chính thức vào ngày 27 tháng 6 năm 2005, cao 1,6 mét, bệ mốc cao 0,4 m. Từ đỉnh núi nhìn về phía Việt Nam và phía Trung Quốc là rừng rậm, nhìn về phía Lào là đồi núi trọc.